# مقادیر، واحدها و نمادهای شیمی‌فیزیکی

جلد روی کتاب سبز

مقادیر، واحدها و نمادهای شیمی فیزیکی (به انگلیسی: Quantities, Units and Symbols in Physical Chemistry) که با عنوان کتاب سبز (به انگلیسی: Green Book) نیز شناخته می‌شود، تلفیقی از اصطلاحات و نمادهایی است که به‌طور گسترده در زمینه شیمی فیزیک مورد استفاده قرار می‌گیرد. این جدول همچنین شامل جداول ثابتهای فیزیکی، جداول ذکر شده در مورد خواص ذرات بنیادی، عناصر شیمیایی و نوکلئید‌ها و اطلاعات مربوط به فاکتورهای تبدیل که معمولاً در شیمی فیزیکی استفاده می‌شود، می‌باشد. کتاب سبز توسط اتحادیه بین‌المللی شیمی خالص و کاربردی منتشر شده‌است و بر اساس منابع منتشر شده و استناد می‌شود. اطلاعات موجود در کتاب سبز از توصیه‌های آوپاک، اتحادیه بین‌المللی فیزیک ناب و کاربردی و سازمان بین‌المللی استانداردسازی (ایزو) ساخته شده‌است.

## تاریخچه، فهرست نسخه‌ها و ترجمه به زبان‌های غیر انگلیسی
چاپ سوم کتاب سبز (شابک ‎۹۷۸-۰-۸۵۴۰۴-۴۳۳-۷) اولین بار توسط آیوپاک در سال ۲۰۰۷ منتشر شد. چاپ دوم در سال ۲۰۰۸ منتشر شد. این چاپ چندین نسخه جزئی برای متن ۲۰۰۷ ایجاد کرده‌است. چاپ سوم در سال ۲۰۱۱منتشر شد. متن چاپ سوم با متن چاپ دوم یکسان است.
ترجمه ژاپنی از چاپ سوم کتاب سبز (شابک ‎۹۷۸-۴-۰۶-۱۵۴۳۵۹-۱) در سال ۲۰۰۹ منتشر شد. ترجمه فرانسوی چاپ سوم کتاب سبز (شابک ‎۹۷۸-۲-۸۰۴۱-۷۲۰۷-۷) در سال ۲۰۱۲ منتشر شد. ترجمه پرتغالی (پرتغالی برزیل و پرتغالی اروپایی) نسخه سوم کتاب سبز (شابک ‎۹۷۸-۸۵-۶۴۰۹۹-۱۹-۷) در سال ۲۰۱۸ منتشر شد.
مجله خبری آیوپاک در ژوئیه تا اوت سال ۲۰۱۱ منتشر شد.
چاپ دوم کتاب سبز (شابک ‎۰-۶۳۲-۰۳۵۸۳-۸) اولین بار در سال ۱۹۹۳ منتشر شد. در ۱۹۹۵، ۱۹۹۶و ۱۹۹۸ تجدید چاپ شد.
کتاب سبز جانشین مستقیم راهنمای نمادها و اصطلاحات مربوط به مقادیر و واحدهای شیمی فیزیکی است که در اصل به نمایندگی از بخش شیمی فیزیکی آیوپاک در سال ۱۹۶۹ آماده انتشار شد. تاریخچه کاملی از نسخه‌های مختلف کتاب سبز در مقدمه تاریخی نسخه سوم ارائه شده‌است.
چاپ دوم و چاپ سوم کتاب سبز هر دو به صورت فایلهای پی‌دی‌اف به صورت همگاه در دسترس قرار گرفته‌اند. نسخه پی‌دی‌اف (نسخه سوم) کاملاً قابل جستجو است. خلاصه مختصر چهار صفحه ای نیز به صورت فایل پی‌دی‌اف به صورت همگاه در دسترس است.

## محتوای مفید
علاوه بر داده‌های بارز در مورد کمیت‌ها، واحدها و نمادها، این مجموعه حاوی اطلاعات کمتری آشکار اما بسیار مفید در مورد موضوعات مرتبط است.

### حساب کمیت
بسیاری از افراد قواعد فردی را اعمال می‌کنند، به عنوان مثال «برای به دست آوردن طول در سانتی متر طول اینچ را ۲٫۵۴ ضرب می‌کنیم»، اما ترکیب چندین نوع تبدیل بسیار کار سخت و مستعد اشتباه است. یک راه بهتر استفاده از روش نوعی فاکتورگیری است که ارتباط نزدیکی با تحلیل ابعادی دارد و  حساب کمیت که در بخش‌های ۱٫۱ و ۷٫۱ این مجموعه توضیح داده شده‌است.

### حروف نگاری علمی
بخش ۱٫۳ قواعد نوشتن نمادها و اسامی علمی را توضیح می‌دهد، به عنوان مثال، از کجا می‌توان حروف بزرگ یا حروف برجسته استفاده کرد، و جایی که استفاده از آنها نادرست است. قوانین حروف نگاری گسترده هستند، حتی جزئیات آن مانند "۲۰ درجه سانتیگراد" یا "۲۰" ° C "قالب صحیح است.

### واحدهای اتمی
بخش ۳٫۸ واحدهای اتمی را معرفی می‌کند و جدول واحدهای اتمی با مقادیر مختلف بدنی و ضریب تبدیل را به واحدهای یکاها ارائه می‌دهد. بخش ۷٫۳ یک آموزش مختصر اما روشن در مورد استفاده عملی از واحدهای اتمی، به ویژه چگونگی درک معادلات «نوشته شده در واحدهای اتمی» ارائه می‌دهد.